# Drugi arbitraż wiedeński

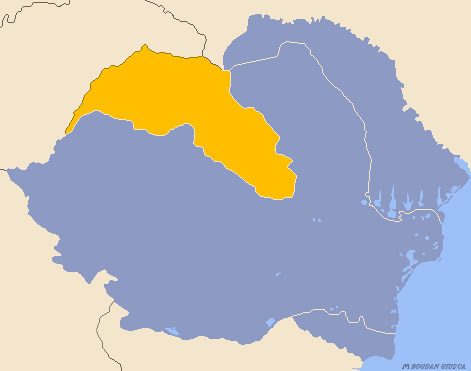
     Terytoria zajęte przez Węgry w wyniku arbitrażu
Drugi arbitraż wiedeński – arbitraż międzynarodowy przeprowadzony 30 sierpnia 1940 r. w Wiedniu przez Niemcy i Włochy (w roli arbitrów) w przedmiocie węgiersko-rumuńskiego sporu terytorialnego dotyczącego obszarów, utraconych przez Węgry na rzecz Rumunii po I wojnie światowej. Spór rozstrzygnięto poprzez nakazanie zmiany przebiegu granicy na korzyść Węgier. 
W wykonaniu rozstrzygnięcia Rumunia odstąpiła sąsiądowi północną część Siedmiogrodu oraz część Marmaroszu i Kriszany o ogólnej powierzchni 43 104 km², zamieszkanej przez około 2,5 mln osób. 
Po II wojnie światowej wszystkie tereny powróciły do Rumunii zgodnie z postanowieniami traktatu paryskiego z 1947 r.